# Cocoa Brown
Farah Brown, detta Cocoa (Newport News, 9 ottobre 1972), è un'attrice e comica statunitense.
È nota particolarmente per il ruolo di Jennifer nella sitcom Tyler Perry's For Better or Worse.
È nata a Newport News, Virginia. Ha frequentato e si è laureata alla Virginia Commonwealth University. Brown si è esibita in molti diversi spettacoli teatrali di commedia tra cui Comic View di BET e One Mic Stand e Showtime at the Apollo.

## Filmografia

### Cinema
- Attitude for Destruction (2008)
- La terrazza sul lago (Lakeview Terrace, 2008)
- An American Carol (2008)
- Robbin' in da Hood (2009)
- Dukes and the Dutchess (2009)
- Friendship! (2010)
- Dad's Home (2010)
- Il club delle madri single (The Single Moms Club), regia di Tyler Perry (2014)
- Ted 2, regia di Seth MacFarlane (2015)

### Televisione
- The Young and the Restless – serie TV, 1 episodio (2004)
- Las Vegas – serie TV, episodio "Tainted Love" (2004)
- E.R. - Medici in prima linea – serie TV, episodio "From Here to Paternity Esinam" (2007)
- Breaking Bad – serie TV, episodio "Peekaboo" (2009)
- Secret Girlfriend – serie TV, episodio "You Try to Make Some Internet Cash" (2009)
- Victorious – serie TV, episodio "Tori Gets Stuck" (2011)
- 2 Broke Girls – serie TV, episodio "Pilota" (2011)
- Austin & Ally – serie TV, episodio "Rockers & Writers" (2012)
- Tyler Perry's For Better or Worse – serie TV, 33 episodi (2011-2017)
- GCB – serie TV, episodio "A Wolf in Sheep's Clothing" (2012)
- The Soul Man – serie TV, episodio "Lost in the Move" (2012)
- Non fidarti della str**** dell'interno 23 (Don't Trust the B---- in Apartment 23) – serie TV, episodio "The Scarlet Neighbor..." (2013)
- Mr. Box Office – serie TV, episodio "The Golden Apple" (2013)
- Psych – serie TV, episodio Deez Nups (2013)
- K.C. Agente Segreto (K.C. Undercover) – serie TV, episodio Operation Other Side Part 1 (2015)
- 9-1-1 – serie TV, 18 episodi (2018-in corso)
- Non ho mai... (Never Have I Ever) - serie TV, 9 episodi (2020-in corso)

## Doppiatrici italiane
Nelle versioni in italiano dei suoi lavori, Cocoa Brown è stata doppiata da:
- Antonella Alessandro in Psych
- Cinzia De Carolis in K.C. Agente Segreto
- Michela Alborghetti in 9-1-1
- Alessandra Cassioli in Non ho mai...